# Winkelhaak (scheur)

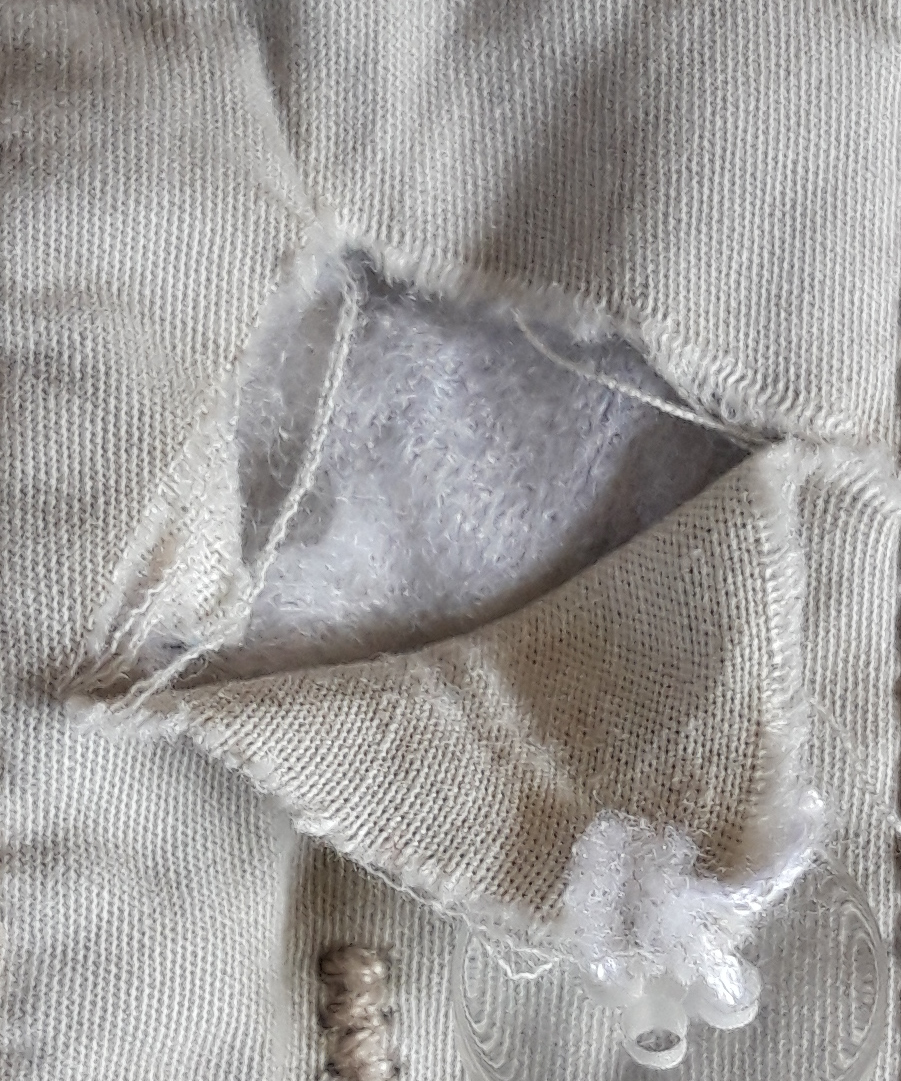
Winkelhaak

Een winkelhaak of rechte scheur is een scheur in geweven textiel in de vorm van een rechte hoek. Ook een volledig verdwenen rechthoekig deel stof door het scheuren wordt een winkelhaak genoemd.
In een niet-geweven stof, zoals vilt of breiwerk, kan geen winkelhaak ontstaan.

## Achtergrond
De scheur ontstaat doordat er kracht gezet wordt op één punt van de stof, waarna zowel de draden van de schering, als die van de inslag, afbreken. Daardoor heeft de scheur de vorm van een rechte hoek.
Winkelhaken kunnen ontstaan in kleding, huishoudtextiel, maar ook in het canvas van schilderijen.

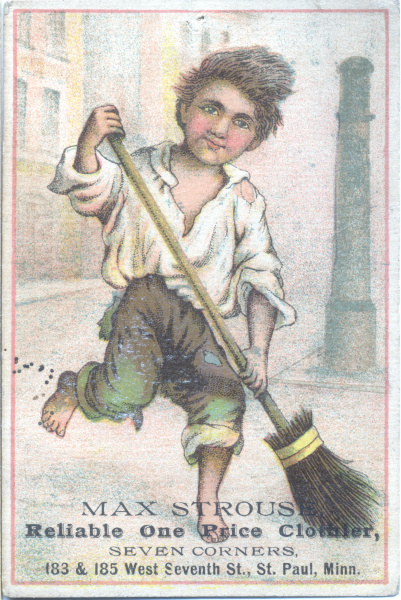
Illustratie van jongen met winkelhaken op schouder en in broek.

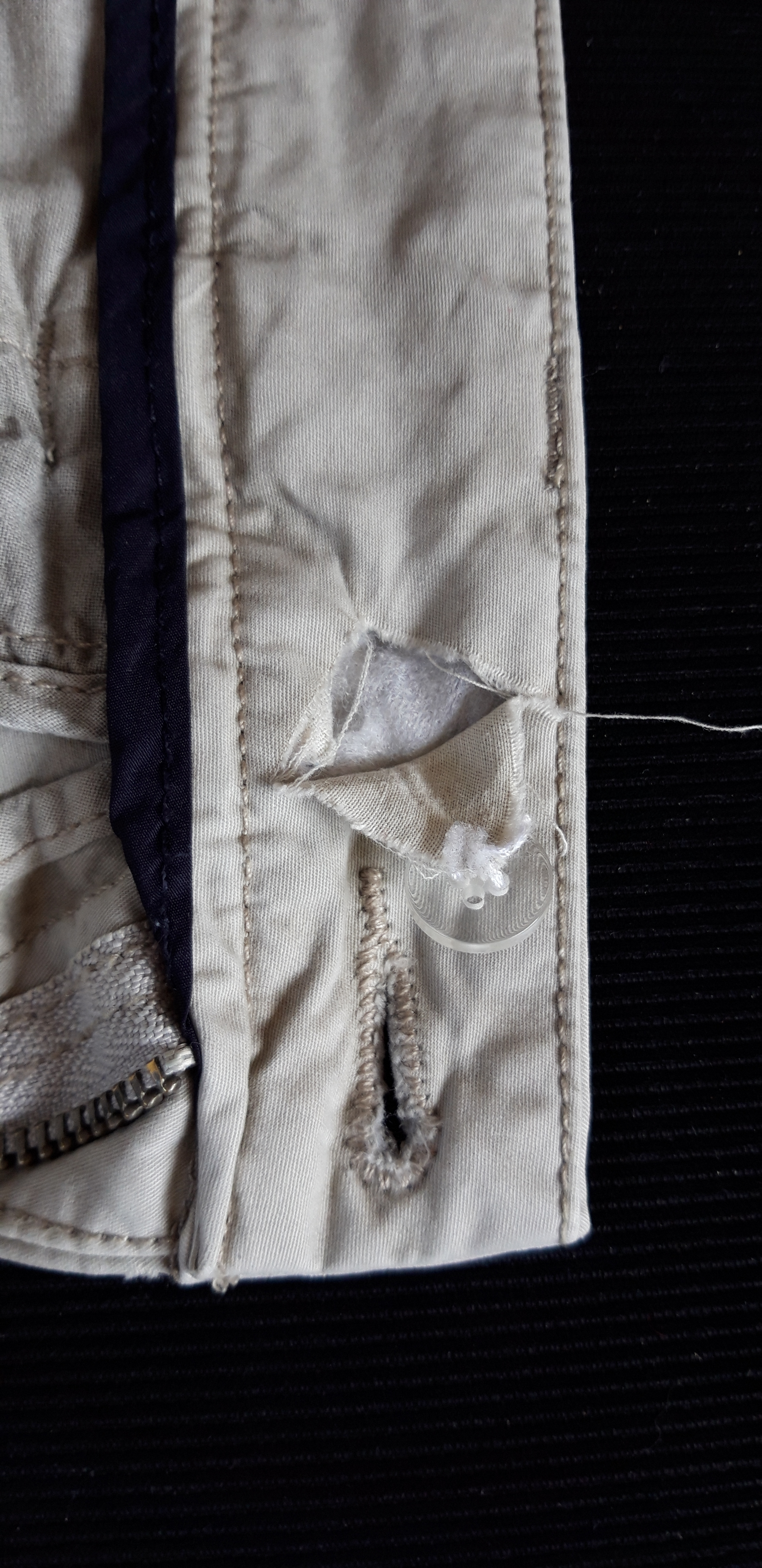
Kleine winkelhaak, ontstaan door een afgescheurde knoop. De band van deze broek is "schuin van draad" geknipt, zodat analoog aan biaisband de band enigszins elastisch werkt. Daarom staat de winkelhaak schuin ten opzichte van het stikwerk

Als de scheur eenmaal ontstaan is, kan deze snel veel groter worden, omdat elke individuele draad van het weefsel op zich zwak is.

## Reparatie
Het repareren van een winkelhaak gebeurt door een lap textiel aan de achterzijde en/of voorzijde vast te zetten. Dit kan zonder naald en draad, namelijk met textiellijm of met strijktextiel. In het verleden gebruikte men arabische gom als lijm. Een winkelhaak kan ook zonder extra lap gerepareerd worden door middel van stoppen, of door een speciale steek, de zogeheten linnenstop. De reparatie zal hierdoor meestal wel zichtbaar blijven aan de voorzijde van de stof. 
Indien de zichtbaarheid van de reparatie niet zo van belang is, wordt een winkelhaak dichtgemaakt met grote zig-zagsteken, die met naald en draad worden aangebracht. Eventueel kan de reparatie nog worden afgedekt door een vastgenaaid lapje.

## Wetenswaardigheden
Het woord winkelhaak is vanuit het Nederlands in het Engels terecht gekomen in de vorm winkle-hawk of winklehawk. In het oosten van Amerika woonden tijdens de kolonisatie Engelsen en Nederlanders bij elkaar. De Engelsen namen het Nederlandse woord over in verengelste vorm.